# Стари Рим
Антички Рим (често називан и као стари или древни Рим) је била цивилизација која је настала од града-државе основаног на Апенинском полуострву по традицији коју нам преноси Тит Ливије 753. п. н. е. до огромног царства које је окруживало Средоземно море. Током свог постојања, римска цивилизација је прешла пут од монархије, републике са комбинацијом олигархије и демократије, до аутократског царства. Римска цивилизација је доминирала западном Европом и подручјима око Средоземног мора путем освајања и асимилације.
Западни део царства, укључујући Хиспанију, Галију и Италију, се у 5. веку распало после сеобе народа у независне краљевине. Источно римско царство, чији је центар био Константинопољ, се обично назива Византијско царство након 476, традиционалног датума пада Рима и потоњег почетка раног средњег века, такође знаног као мрачни век.
Римска цивилизација се често сврстава у „класичну антику“, са античком Грчком, цивилизацијом која је инспирисала велики део културе античког Рима. Антички Рим је значајно допринео развоју права, ратне вештине, уметности, књижевности, архитектуре, технологије и језика у западном свету, а његова историја још увек има утицај на данашњи свет.

## Римско краљевство

### Легенде и краљеви
На основу староримских извора оснивање Рима се везује за 753. п. н. е. Већ од 10. века п. н. е. постојала су на брегу Капитолу прва насеља. Касније су се раширила на брежуљке код реке Тибар и њиховим спајањем је настао град чији је верски и политички центар био Капитол. Оснивање града у средини 8. века п. н. е. се поклапа са колонизацијом Италије.
Према легенди, настанак Рима надовезао се на историју Троје. Потомци Енеје, сина Анхиса и богиње Венере, браћа близанци – Ромул и Рем били су по наређењу Амулија, краља града Алба Лонге, одмах по рођењу бачени у Тибар. Како је близанце родила весталка Реа Силвија, са богом рата Марса, богови су уредили да сандук са близанцима река избаци на обалу где их је у прво време усвојила вучица. Браћа су касније убила краља Алба Лонге и основали су властити град на месту где их је некада вода избацила. Пошто се Рем наругао браздама којима је његов брат означио будуће зидине града, Ромул га је убио. Услед тога, град је добио име по Ромулу — Рома тј. Рим, а Ромул је постао први од седам легендарних краљева Рима.
Крајем 7. века п. н. е. Рим су напали Етрурци којима је Рим у то време био локални ривал. За време владавине етрурских краљева Рим је брзо нарастао у највећи град на Апенинском полуострву јер је контролисао значајне трговачке путеве. Краљ Сервије Тулије је саградио римске зидине и спровео је реформу војске. Последњег римског краља Тарквинија Охолог је из града истерала аристократија под вођством Луција Јунија Брута. У сваком случају, после ослобођења Рима од етрурске владавине значај града је порастао. Година 509. п. н. е. која је традиционално везана за ове догађаје је додата касније и није сматрана за сигурно датирање. Културно, Римљани су били под јаком утицајем Етрураца. Њиховим посредством Рим је дошао у контакт са старогрчком културом чији се утицаји могу видети у употреби етрурских бројева, писма из којег се развила латиница, птичје перспективе у пластичним уметностима, погребни ритуали итд.
Стари Рим се простирао на седам брежуљака: Палатин, Авентин, Капитол, Квилинал, Вавинал, Есквилин и Целин.

## Римска република

### Настанак Републике и освајање Апенинског полуострва
Полибије, грчки историчар, римску републику је посматрао као комбинацију монархије и демократије. Владу у држави су извршавала два конзула која су имала највишу извршну моћ, били војсковође и стајали на врху магистратских уреда. Њих су сваке године бирала народна скупштина. Римски сенат, аристократско веће, играо је значајну улогу а све до доба принципата није имао надлежност над законодавним правом. Моћ сената је произлазила из његовог ауторитета. Поред њега је постојала и народна скупштина која је била исто тако важна јер је одлучивала о рату и миру, потврђивала је законе и представљала је највишу судску инстанцу. Централно место политичког живота у Риму представљао је градски форум тј. трг (Форум Романум) који је служио као место за седнице политичке, друштвене и верске прилике.
У време краја краљевства и почетка републике створено је уређење римског друштва које је уз мање промене трајало вековима. На врху су били стари римски родови и власници земље патрицији који су били најутицајнији. Највећи део становништва је био састављен од плебејаца и вероватно се радило о поробљеном становништву које је могло да се бави само ограниченим политичким проблемима и иступали су са партицијама као клијенти који су се заветовали партицијама на верност тражили су од њих заштиту. Најнижи на лествици били су робови који нису имали никаква права, иако су могли да добију слободу.
Плебејци су временом добили одређена права, као на пример легализацију бракова са партицијама и приступ магистратурама. Ипак је само малом броју плебејаца омогућено да се пробију до римског владајућег слоја и тиме је дошло до стварања новог типа аристократије – нобилитета.
У 5. веку п. н. е. Рим је водио бројне ратове са својим суседима који су 493. п. н. е. признали његову владавину и тражили су заштиту од њега од спољних непријатеља. После уништења етрурског града Веја 396. године п. н. е., моћног римског ривала, Рим је почео да шири своју хегемонију над целим Апенинским полуострвом, мада су га једном приликом, после битке на Алији опљачкали Гали, што је ослабило утицај Рима на остала племена у Италији. Следећих пола века обележиле су борбе са Галима и борбом са латинским савезницима а после ратова већина Латина је добила римско држављанство. На прелазу 4. и 3. века п. н. е. у ратовима су Римљани поробили Самните чиме су ова племена пала под власт Рима.
Тајна релативно брзог римског напретка почива у склапању савезништва са у том времену моћним и на крају поробљеним непријатељем који је постао лојални римски савезник. Поробљену Италију је Рим покрио са великим бројем путева на чијим стратешким местима су били осниване колоније што је омогућавало контролу над земљиштем које је било освојено. Из тога доба је Рим изашао као чврста државна творевина са моћном армијом и даљим условима за напредак и даљи раст и тиме су положени темељи за његову будућност и просперитет.

### Пир, Пунски ратови и Ханибалова инвазија на Италију
У Трећем самнитском рату 298–290. п. н. е. Римљани су савладали коалицију Самнита и то им је омогућило да преузму контролу над скоро целом данашњом Италијом. Рим се 282. п. н. е. умешао у сукоб грчких полиса и града Тарента који је позвао у помоћ епирског краља Пира. Пир се 280. п. н. е. искрцао у Италији са великом војском и слоновима. Иако је Пир побеђивао више пута римски савезнички систем је био довољно имун и Римљани су уместо да прихвате Пирове мировне понуде, били су упорни и настављали су са борбама и онемогућили су да искористи своје „Пирове победе“ тако да је његов положај у Италији доведен до неиздрживости. Након пораза 275. п. н. е. Пир је отпловио натраг у Грчку чиме су Римљани стекли контролу над свим грчким градовима рачунајући и Тарент.
Рат са Пиром био је претходница за много веће ратове. Раст римске моћи довео је неизбежно до конфликта са Картагином која је штитила своје интересе у политици и трговини. Предмет спора је била Сицилија где се прожимао утицај Феничана и Грка. Захваљујући колонизацији Феничана западна и северозападни део острва био је под утицајем Картагине, док су на истоку и југу од 8. века п. н. е. били Грци и грчки најмоћнији град Сиракуза био је у сукобу са Картагином.
После инцидента у Месини равнотежа на Сицилији је била у корист Римљана и то је изазвало пунску флотилу на нападе италијанске обале и локални конфликт је прерастао у рат између великих сила. То је био Први пунски рат 264–241. п. н. е. На копну су побеђивали римске легије, али су Римљани на мору били беспомоћни у односу на поморску доминацију Картагине. После неколико пораза Римљани су се трајно населили на Сицилији. После ове победе Картагињани су морали да плате велике одштете по мировном уговору између Рима и њих. Рим је поробио и Сардинију. Убрзо затим ипак Картагина стаје на ноге на чему је умногоме допринео Хамилкар Барка.
Када је Хамилкарев син Ханибал напао град Сагунтум, који је био римски савезник у данашњој Шпанији, и када су Картагињани одбили његову екстрадицију дошло је поново до Другог пунског рата 218–201. п. н. е. када је Ханибал предузео напоран пут преко Хиспаније и јужне Галије и после преласка Алпи упао на територију Италије са својом војском. После серије од неколико победа Ханибал је Римљане довео до руба пораза. Но Ханибал је ту ипак остао одсечен и није могао да Римљанима нанесе коначан пораз и морао је да се повуче. После 202. године римски војсковођа Сципион Африканац је победио Ханибала у одлучујућој бици код Заме.
Картагина је морала да се одрекне свих својих ванафричких територија, да распусти своју поморску флоту и била је принуђена да исплати велике ратне одштете чиме је била сломљена њена моћ. У спољашњој политици је постала у потпуности зависна од воље Рима. Ипак је задржала значајне трговачке позиције, а Рим је после Другог пунског рата постао главна сила у Средоземном мору а Хиспанија је постала римска провинција.

### Експанзија у источном Средоземљу
После победе над Картагином, Рим се усмерио ка истоку. Хеленистичке државе Пергам и Родос, угрожене коалицијом селеукидског краља Антиоха III Великог и македонског краља Филипа V, обратиле су се за помоћ Риму и римски Сенат је искористио то што је већ у току Пунских ратова заратио са Филипом чиме је прекинуо македонску хегемонију у старој Грчкој. Тит Фламиније прогласио је на Истамским играма у Коринту слободу хеленских градова. Даље ангажовање на истоку допринела је експанзија селеукидског краља Антиоха III у Малој Азији и у Грчкој са којим је вођен рат 192–188. п. н. е. Рат се завршио победом Рима и предајом свих територија у Малој Азији, чиме је Рим постао најјача сила на источној обали Средоземног мора.
Македонија је после противримске побуне претворена у римску провинцију 148. п. н. е. Конфликт са нумидским краљем који је био савезник Рима и који је својевољно напао Картагину довео је до Трећег пунског рата после чега је Картагина била потпуно уништена и разорена. Освојена територија је била устројена у провинцију Африку. Слично се догодило и са независношћу Хелена, а Коринт, центар грчког отпора Римљанима, такође је снашла слична судбина. Град је био разорен и опљачкан, а грађани продати у робље и депортовани у Рим. После завештања последњег пергамског краља Атала III 133. п. н. е. територија Пергамске краљевине (западни део Мале Азије) је постао римски посед и претворен је у провинцију Азију.
У новим провинцијама су одређени су велики порези, а пре свега у богатим источним земљама- Њих су прикупљали патрицији који су држави давали фиксни део. Ово је доводило до учесталих устанака. Римске победе су биле величанствене, али унутар римске државе је долазило до постепеног пропадања републиканских вредности и уређења.

### Криза републике и браћа Грах
Унутарполитички живот Рима пратио је константан успон нобилитета. Најмоћнији аристократски родови чији су се чланови водили и били учесници у ратовима добили су монопол у приступу магистратурама а тиме и у сенат који је стално више и више постајао владајући орган. Иако су народне скупштине потврђивале законе, оне су све више губиле на значају.
Република је тако, поред напретка државе и повећања територије, дошла до унутрашње политичке кризе које је довела до грађанских ратова и на крају до краја дотадашњих државних форми. Разлог је била дубока социјална поларизација римског друштва и позив ка реформама пре свега у аграрној области. Један од последица римских војно-политичких успеха је прилив великог богатства и робова. Ситни пољопривредници и занатлије плебејског порекла били су одсутни у ратовима на великим удаљеностима од својег пребивалишта што је отежавало њихову управу поседа и привреде. Насупрот томе велики поседници су повећавали своје имовине често протеравши старе власнике што је доводило до стварања великих поседа - латифундија и искориштавања робовског рада. Опадањем броја земљорадника нарастао је број људи без имовине и до ослабљивања борбене способности римских легија. Раст Рима довео је до пропасти римских широких слојева који су имали највеће заслуге за његов развој. Осиромашавање овог слоја доводило је до миграција становништва у градове, пропадање села и до нарастајућег неспокојства људства.
Нарастајући социјални немири кулминирали су када је 133. п. н. е. народни трибун Тиберије Грах покушао да предложи земљишни закон који би требало да подели и ограничи поседе великопоседника. Разлог за овакве реформе био је недостатак регрута за легије. Предлог Граха није прошао јер је други трибун уложио вето. Овим је дошло до кризе у доношењу одлука, који је резултовао Граховим убиством, а даље реформе су заустављене. Његов брат Гај Грах је после десет година следио братовљево залагање за реформе. Ништа боље није прошао ни Гај Грај који је убијен 121. п. н. е.
Победа сенатске већине оптимата над народном странком популара у републици није донео смирење. Криза државе се стално продубљивала. Рим је потресао устанак робова под вођством Спартака у годинама 73–71. п. н. е. као и даљи конфликти на границама империје. У овој кризи је просперирао са својим реформама Гаја Марија чије реформе су се разликовале од реформи браће Грах. У легијама су могли да служе и беземљаши који су били награђивани додељивањем земље као ветерани и од тих времена војници нису осећали лојалност према држави већ према томе ко им је омогућавао да стекну посед и тако се стварају услови за почетак грађанских ратова.

### Грађански ратови
Осим сукоба унутар римског друштва долазило је и на прелазу 2. и 1. века п. н. е. до конфликата између италијанских савезника који су тражили права као и Римљани. После савезничких ратова у којим су савезници били поражени ипак је већина од њих добила римско грађанско право. Када се завршио савезнички рат, велика опасност се појавила на истоку. Понтски краљ Митридат VI је освојио Малу Азију и испловио за Грчку, а на његову страну прешла је и Атина.
Када је Луције Корнелије Сула одређен да води војску после победе над популарима, и када је после победоносног похода против Митритада вратио у Рим своје противнике је масакрирао и издао је списак грађана које је требало убити. Сула се брзо повукао са своје функције и омогућио је наступање двојици амбициозних појединаца Красу и Помпеју. Овај други је дефинитивно довео у ред неприлике Рима на истоку у Малој Азији. Помпеј је склопио савез са Красом и амбициозним Јулијем Цезаром.
Луције Сергије Катилина је 63. п. н. е. покушао насилно да сруши Римску републику, али његов план није успео. Помпеј, Крас и Цезар су 60. п. н. е. створили неформални савез у циљу властитих интереса назван први тријумвират. Цезар је уз помоћ осталих тријумвира 59. п. н. е. постао конзул и обезбедио вођство у Галији. Он је освојио Галију, чиме је стекао велику популарност. Када је Крас погинуо у бици код Каре против Парћана, непријатељство између Цезара и Помпеја је дошло до изражаја и Цезар, којем је у случају повратка претио судски процес, прешао је 49. п. н. е. реку Рубикон чиме је започео грађански рат. Он је победио Помпеја следеће године који је побегао у Египат где је после био убијен а Цезар је добио власт над целим Римом. Цезаров покушај за институализацију своје владавине није успео и пао је као жртва републиканаца у сенату под водством Марка Јунија Брута и Гаја Касија Лонгина.
Грађански рат се поново распламсао. Марко Антоније и Цезаров усвојени син Гај Октавијан су направили савез са Марком Емилијем Лепидом и створили други тријумвират који је био организован против следбеника републике и Цезарових убица. После победе су поделили империју. Октавијан је добио западне провинције, Марко Антоније је био на истоку са Клеопатром VII, египатском краљицом и Цезаровом љубавницом. Оба тријумвира су дошли у сукоб и после Октавијанове победе у грађанском рату Антоније и Клеопатра су извршили самоубиство. Тиме је завршено доба грађанских ратова и била је завршена римска република а Октавијан се одрекао свих својих права прогласивши републику, али је био једини који је владао римским царством.

## Царство

### Принципат
Октавијан је слично као и Цезар стигао до власти, али за разлику од Цезара није покушао да свој положај самовладара потврди у државом уреду диктатора него је свој положај прикрио под велом републиканских институција. Формално је оставио стари устав а своју позицију је оснажио преузевши извршења неких републиканских уреда и добијањем посебних пуномоћи и пре свега контролом над кључним провинцијама са бројним римским легијама. Себе је именовао принципом („првим грађанином“) и тиме је демонстрирао да себе сматра равноправним са осталим сенаторима. Требало је да они као администратори, судије, управници провинција и војсковође заједнички владају чиме је основао нови поредак који је био назван принципат. Сенат му је поред многих титула доделио и титулу часног имена „Августус“.
Августова владавина је донела држави мир и благостање. Под принципатом је дошло до епохе спољне и унутрашње консолидације: цар је изградио мреже нових путева и улица а привреда и култура су доживеле нови полет после година ратовања. Била је подупирана урбанизација провинција уређивањем колонија ветерана и несебичним поклањањем римског држављанства. Био је бележено опадање главног града и провинцијализација римске империје у односу на понекад недавно поробљене земље.
После смрти 14. године нове ере, наступио је на трону његов пасторак Тиберије који је био компликована личност и осећао се као републиканац. Током своје владе он се старао за обезбеђење граница и пуњење благајне. Значајан догађај за време Тиберије било је разапињање на крст Исуса у провинцији Јудеја. Већ трећи принципат Калигула се показао као тиранин. Његова владавина се завршила после три године његовим убиством које су извршили преторијанци. За време цара Клаудија царству је присаједињена провинција Британија а после и Тракија. После Клаудија, кога је отровала његова супруга Агрипина, власт је наследио Нерон. Његова у почетку полетна владавина се променила у терор у току којег је убијао чланове своје породице, а спекулише се да је запалио Рим 64. године. За време његове владавине дошло је и до првих прогона хришћана. Када су се против њега побуниле легије он је извршио самоубиство 68. године. Од овог доба римски цареви више нису били из редова старе римске аристократије.

### Врхунац царства
После Нероновог самоубиства дошло је борбе за власт и као победник је изашао војсковођа Веспазијан који је основао династију Флавијеваца. Када је после успешне владавине Веспазијан умро 70. године, цар је постао његов старији син Тит. Његова период владавине је познат по томе што су се десиле снажне ерупције Везува и епидемија тифуса, а завршена је и изградња Колосеума. После њега и његовог превременог краја владавине наступио је његов млађи брат Домицијан који је у изворима, најпре код историчара Тацита, приказан као аутократа. Домицијан је, супротно римским традицијама, тражио да му се указују божанске почасти и користио је титулу доминома тј. господара. Сенатори су у више наврата ковали завере против Домицијана и цар је 96. године пао као жртва атентата.
Наредни период од 96. до 193. године познат је као период династије Антонина или усвојених царева, које се сматра за доба врхунца империја у погледу културног и привредног успона. Цареви су владали у сагласности и слози са сенатом, а сенатори су заузврат постављали принципата. Сенат је 96. за владара изабрао Нерву, а овај је усвојио војсковођу Трајана и прогласио га тиме својим наследником. Трајан је уједно постао први цар који није био рођен у Италији, већ у провинцији Хиспанији. Захваљујући Трајановим успешним ратовима против Дачана на средњем Дунаву и против Парћана у Месопотамији, Римско царство је достигло свој територијални врхунац.
Трајанов наследник је био Хадријан и његова владавина је донела консолидацију и цивилизациони, културни и технички процват државе који је помогао наступање тада младог хришћанства. У његово време су почеле да се јављају прве тешкоће које у то време још нису захтевале посебне мере.
У првој половини 2. века за цара Антонина Пија царство је достигло врхунац. Али већ за време „филозофа на трону“ Марка Аурелија (161–180) се појављују први важни проблеми. На рубу римског света почела је сеоба бројних германских и сарматских племена која су напала дунавску границу (лимес) и угрозила саму Италију. Захваљујући Маркоманима, једном од ових ратоборних племена, ови ратови су названи Маркомански ратови. У исто време су Парћани напали источне римске провинције, а победничке римске легије су са истока донеле тифус назван „антонијанска епидемија“. Осим ових тешкоћа са спољне стране, јављају се и унутрашње тешкоће у државним финансијама. После Марка Аурелија наступио је његов син Комод који је остао запамћен као други Нерон и који је убијен 192. године када сенатори и дворани више нису могли да подносе његову тиранију.

### Династија Севера и војнички цареви (193—284)
После грађанског рата 193. године дошао је на власт Септимије Север који је први цар који је био пореклом из Африке. На почетку 3. века је повратио стабилност империје за извесно време. У његово време је почео раст политичке моћи римске војске.
Његов син Каракала који је, упркос свом крутом владању према сенату и својој породици, имао подршку међу људима и војницима, пао је као жртва атентата за време похода на Парћане. Следила је кратка владавина Елагабала који је покушао да уведе култ истоименог оријенталног божанства из Емесе у Сирији. Већ 222. године је овај ексцентрични владар убијен и цар је постао његов млади рођак Александар Север који је покушао да се супротстави новом источном противнику, Сасанидском или Новоперсијском царству и германским племенима, али су га убили незадовољни војници.
Убиством Александра Севера и уклањањем династије Севера 235. године, почело је доба војничких царева познато као криза III века. Непрекидна серија грађанских ратова, узурпација и убијање царева ослабила је империју која је сада била беспомоћна пред нападима њених непријатеља. Током педесет година између убиства Александера Севера и доласка Диоклецијана на власт на трону су се сменила двадесет и један легитимни цар и безброј узурпатора. Ови цареви морали су да одбијају нападе Германа на Рајни и Дунаву. Готи, који су настањивали северне обале Црног мора, вршили су разорне нападе на Балкан и Грчку а нападали су и Малу Азију. На западу су нападали Алемани током седме деценије 3. века Галију и Италију. Међутим, најтежи ратови су се одигравали на источној граници где је највећу опасност представљало Сасанидско царство. Велики краљ Шапур I упадао је неколико пута у Сирију и побеђивао римске легије. Шапур је 259. године чак заробио римског цара Валеријана и одвео га у ропство где је римски владар преминуо.
За разлику од осталих религија и паганских култова хришћани нису придавали одговарајуће поштовање институцији цара. Деције Трајан који је покушао да успостави поштовање старих божанстава прогонио је хришћане, а после њега су то чинили и Валеријан и Диоклецијан.

### Позна антика (284—395)
Долазак Диоклецијана на трон 284. године данас се сматра за почетак доба Позне антике које је карактерисала централизација и бирократизација империје и каснија победа хришћанства. Диоклецијан је покренуо реформе у досадашњој форми принципата са циљем да одгоди пропадање римске империје. Цар је спровео реформу државне управе у оквиру које је повећао број провинција. У свакој од њих је била одељена војничка и цивилна управа што је требало да спречава побуну против централне владе. Ка обезбеђењу граница спровео је реформе армије које је поред осталог повећала већ и тада високе порезе.
Диоклецијан је створио нови систем владавине познат као тетрархија (четворовлашће). За свога колегу и другог августа је позвао Максимијана, свог старог пријатеља по оружју. Оба цара су именовали по једног савладара нижег ранга који је носио титулу цезара, Диоклецијан Галерија, Максимијан Констанција I Хлора. Непосредни повод за ову реорганизацију био је да се спрече узурпације. Подела царске власти није била новина, али је за време Диоклецијана била реализована доследно. Рим је и даље био главни град, али су цареви померили своје резиденције ближе границама где су могли лакше са се супротставе непријатељима.
Диоклецијан је тежио да ојача ауторитет државе и личности цара и примио је име „Јовиус“ по богу Јупитеру. Хришћане који су одбијали да му пруже божанске почасти је прогонио. Слично владарима 3. века, Диоклецијан није марио за сенат и владао је као апсолутни владар тј. господар (лат. dominus). Због тога се данас сматра да од Диоклецијанове владавине стари систем царске управе, принципат, смењује доминат.
Систем тетрархије се урушио након Диоклецијановог повлачења са престола 305. године. Без његовог ауторитета брзо су избила на површину неслагања унутар царског колегијума. Током нередних немира и грађанских ратова владар читавог царства постаје постепено Константин I Велики, син Констанција Хлора. Константин је у почетку владао северозападним делом Римског царства, али је 312. у бици код Милвијског моста, недалеко од Рима, Константин победио и уклонио Максенција, Максимијановог сина. За разлику од Диоклецијана и Галерија, Константин је већ од доласка на власт 306. године био толерантан према хришћанима, а у бици код Милвијског моста његови војници су победили носећи Исусовим монограмом (хирон) на штитовима и војним стеговима. Победа из 312. је инспирисала Константина да пригрли хришћанство, а наредне, 313. године, издао је Милански едикт заједно са зетом и савладаром Лицинијем. Хришћанство постаје једна од званичних религија Римског царства, а после 324. године, када је Константин ујединио царство под својом влашћу, престају сви прогони хришћанског клера.
Црква је са својом сложеном хијерархијом у почетку подражавала римску провинцијску управу. Поред тога, Константин и чланови његове породице су започели традицију ктиторства зидајући цркве широм царства. Такође, Константин је епископима дао и световна овлашћења да суде у споровима међу самим хришћанима, а клер је ослободио пореза. Осим признавања хришћанства цар Константин Велики је познат по још једном догађају а то је било оснивање Новог Рима - Константинопоља. Тежиште империје се тиме преселило у богатији и стабилнији део источне половине. Константин је наставио са реформама Диоклецијана и империја је била подељена на четири префектуре које су се даље делили на тринаест дијецеза. Диоклецијанове и Константинове реформе допринели су стабилности империје, додале су нова финансијска средства које су дозволила да се повећа армија и да се учврсти одбрана империје.
Убрзо после смрти Константина I Великог између његових три сина се развила борба за власт. Констанције II је надживео своју браћу и до 353. године уклонио узурпаторе Ветраниона и Магненција. Констанције је са успехом бранио царство од Персијанаца, а предузео је и поход против Сармата на средњем Дунаву. Како би спречио нове узурпације на Западу, Констанције је произвео свог брата од стрица Јулијана у савладара-цезара. Нови грађански рат је избегнут Констанцијевом изненадном смрћу 361, а Јулијан Апостата (Отпадник) је покушао да оснажи традиционално паганства. Царев покушај није било дугог века и после похода на Персију и смрти овог владара 363. угасила се Константинова династија. Нову царску династију утемељио је Валентинијан I који је за свог источног савладара именовао брата Валенса.
Нови цар Теодосије био је принуђен да успостави мир са Готима којим је било дозвољено да населе ове земље као „федерате“ од када потиче као трајна појава присуство варвара на римској територији. Теодосије I је био последњи сверимски цар након што је савладао последњу узурпацију. За време његове владавине хришћанство је било установљено као једина државна религија. После Теодосијеве смрти царством су владали његови синови Хонорије на западу и Аркадије на истоку. Иако је ова подела касније постала као дефинитивна мисао о јединству трајала је и даље. Тако су закони који су проглашени од једног цара били важећи и на другој страни.

### Крај античког царства
Источно римско царство било је економски консолидованије и гушће настањени део империје који је без већих последица преживело сеобе народа. Насупрот Источном, Западно римско царство у току 5. века полако тоне. Упад Хуна у Европу покренуо је домино ефекат и покрете племена који су у потпуности променили лик целог континента. Да би спречили упаде Германа у Италију, Западно римско царство је повукло легије са границе на Рајни. После тога 406. године Рајну су прешла варварска племена која су срушила управу Рима у Галији и Хиспанији, док је Британија остављена својој судбини. Визиготи су 410. године под вођством Аларика I опљачкали Рим што је имало велики одјек. Они су после неког времена отишли у Галију, али су и даље били велика опасност за Рим. Затим су Вандали прешли у Африку, важну провинцију за римску империју после пада Картагине 438. године, а 455. им је успело да поново опљачкају Рим и из тих разлога се њихово име употребљава као погрдно.
Иако је 451. године у јединству са Визиготима Рим савладао Хуне под вођством Атиле у бици на Каталаунским пољима римска империја се незадрживо кретала ка своме крају јер су цареви били слаби и лутке у рукама војсковођа. Одоакар је 476. године сменио цара Ромула Августула што се сматра крајем Западног царства иако се Одокар сматрао за „Германа у римској служби“ и своју владавину је тумачио као управљање Италијом у име цара у Константинопољу. Чисто формално је Италија стално део империје и тако је и наступник Одоакара остроготски краљ Теодорих Велики тежио да добије признање источнога цара.
За разлику од Западног, Источно римско царство није било тако разарајуће погођено германским најездама, а поред тога она је имала много већа финансијска средства и способну дипломатију. Имало је и бољи географски положај и природне границе који су створиле природне препреке надирању непријатеља.
За владе Јустинијана I последњег цара чији је језик као матерњи (Јустинијан је био по неким тумачима словенског, односно српског порекла) био латински, његов војсковођа Велизар је повратио велике делове западног царства (северну Африку, Италију и јужну Шпанију). Јустинијан, који је ратовао и са Персијанцима који су после пада Западног царства осећали своју шансу, ипак је постао најјачи владар у Средоземљу и при томе је контролисао све земље које су од давнине били римска империја (са изузетком Британије, Галије и Хиспаније). После Јустинијанове смрти западне земље се показују као дуготрајно неодрживе.
Источно царство је током 7. века постепено изгубило свој римски карактер. Источна римска империја са својим главним градом Константинопољем трајала је све до 15. века и њено се становништво сматрало за Римљане, а у унутрашњим структурама империје дошло је после године 640. до велике трансформације тако да се од тога датума говори о источном римском царству као о Византијском царству.